# Елгава II (станция)
Е́лгава II (латыш. Jelgava II) — железнодорожная станция на территории города Елгава в Латвии, на линии Елгава — Крустпилс. Находится на правом берегу реки Лиелупе, в 2-х км от станции Елгава I, расположенной на левом берегу реки. В непосредственной близости от станции находится локомотивное депо Елгава.

## История
Станция Митава II открыта в 1904 году. Имела хозяйственно-административное значение, а также являлась сортировочной станцией для обмена вагонов с Риго-Орловской железной дорогой, поэтому не имела билетной кассы и не занималась грузовыми операциями. С целью предупреждения затопления во время весеннего половодья, для станции соорудили искусственную насыпь высотой 4,5 м (2,11 саж.) над уровнем моря. На станции имелось значительное количество разъездных, сортировочных, запасных и хозяйственных рельсовых путей, товарная контора, паровозное депо на 6 паровозов с поворотным кругом, два дома для отдыха паровозных и кондукторских бригад, ряд жилых домов, склад и т.д. В дальнейшем утратила своё значение и с 1922 г исчезла со страниц железнодорожных расписаний. В 1936 г. здесь открыта остановка под названием Минтава, существовавшая до 1948 г. Однако начиная с 1950 г. в расписаниях появляется остановка Елгава II (иногда Елгава 2). С прекращением пассажирского сообщения на линии Елгава — Крустпилс, закрывается и остановка Елгава II, о которой теперь напоминает только сохранившийся перрон.